# Elnätskommunikation
Elnätskommunikation (eng. Power Line Communication, PLC) är överföring av data på elnätet. 
Idén att signalera över distributionsnät som inte byggts för signalering användes redan på gasljustiden då man medelst tryckstötar på gasnätet kunde tända och släcka gatubelysning. Man har i många år kunnat sända ut impulser på elnätet för att koppla om elmätare mellan dag- och nattaxa. De svenska elkraftbolagen har länge haft ett eget telefonnät som utnyttjar kraftledningarna som informationsbärare.
Försök gjordes under 1990-talet att bygga upp nätverk i bostäder med utnyttjande av hushållets elnät för kontroll av belysning, larm m.m., men även för automatisk avläsning av vatten-, el- och värmemätare. De stora elkraftbolagen har mestadels stått för utvecklingsarbetet. Det visade sig svårare än väntat att hantera tekniken och kostnaderna blev för stora för att de erbjudna tjänsterna skulle vara intressanta för den enskilda konsumenten.
Elnätskommunikation används till exempel för att skapa datornätverk via ethernet i byggnader. Överföringshastigheten för hemapplikationer låg 2010 på i storleksordningen 100 Mbit/s.
Det finns ett antal system för insamling av mätvärden från elmätare som nyttjar PLC. För att uppnå god tillgänglighet kräver dessa system god kunskap om elnätets uppbyggnad och om eliminering av störningar.